# Philipp von Berckheim
Philipp Freiherr von Berckheim (* 8. Januar 1883 in Berlin; † 13. November 1945 in Mannheim) war Eigentümer des Exotenwaldes und bis zum Verkauf an die Stadt Weinheim 1938 der letzte Eigentümer des Weinheimer Schlosses nebst Schlosspark aus der Familie Berckheim. Er war als Verwandter der Familie Stumm Mitglied des Aufsichtsrates der Dillinger Hütte.

## Familie

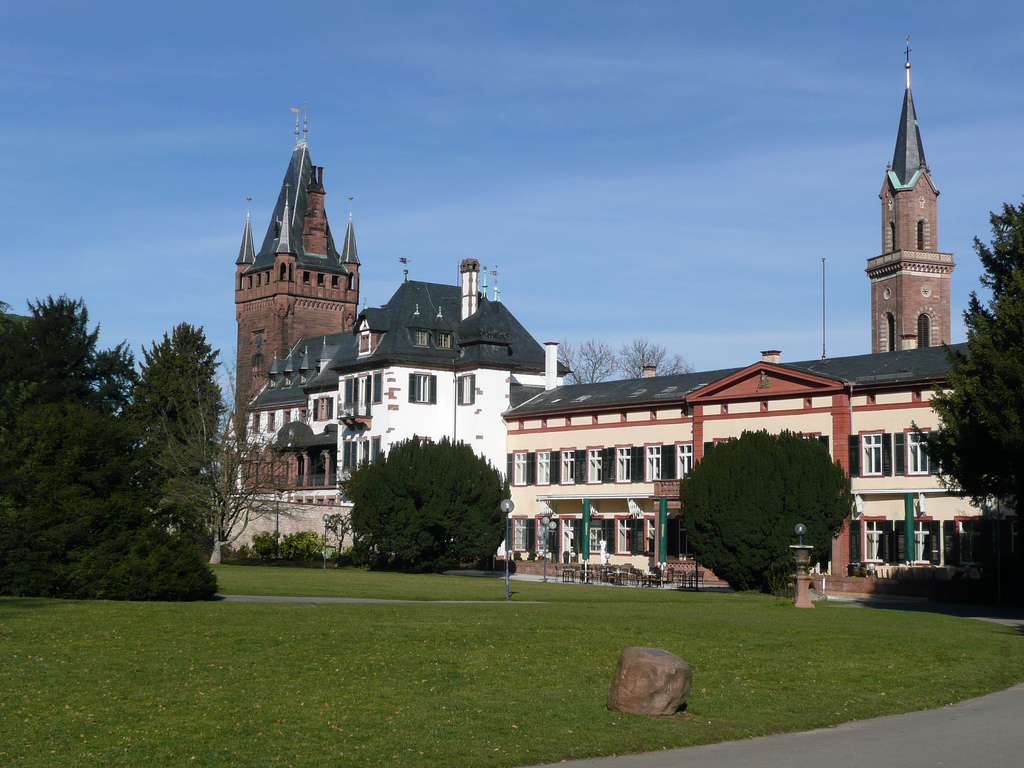
Schloss Weinheim

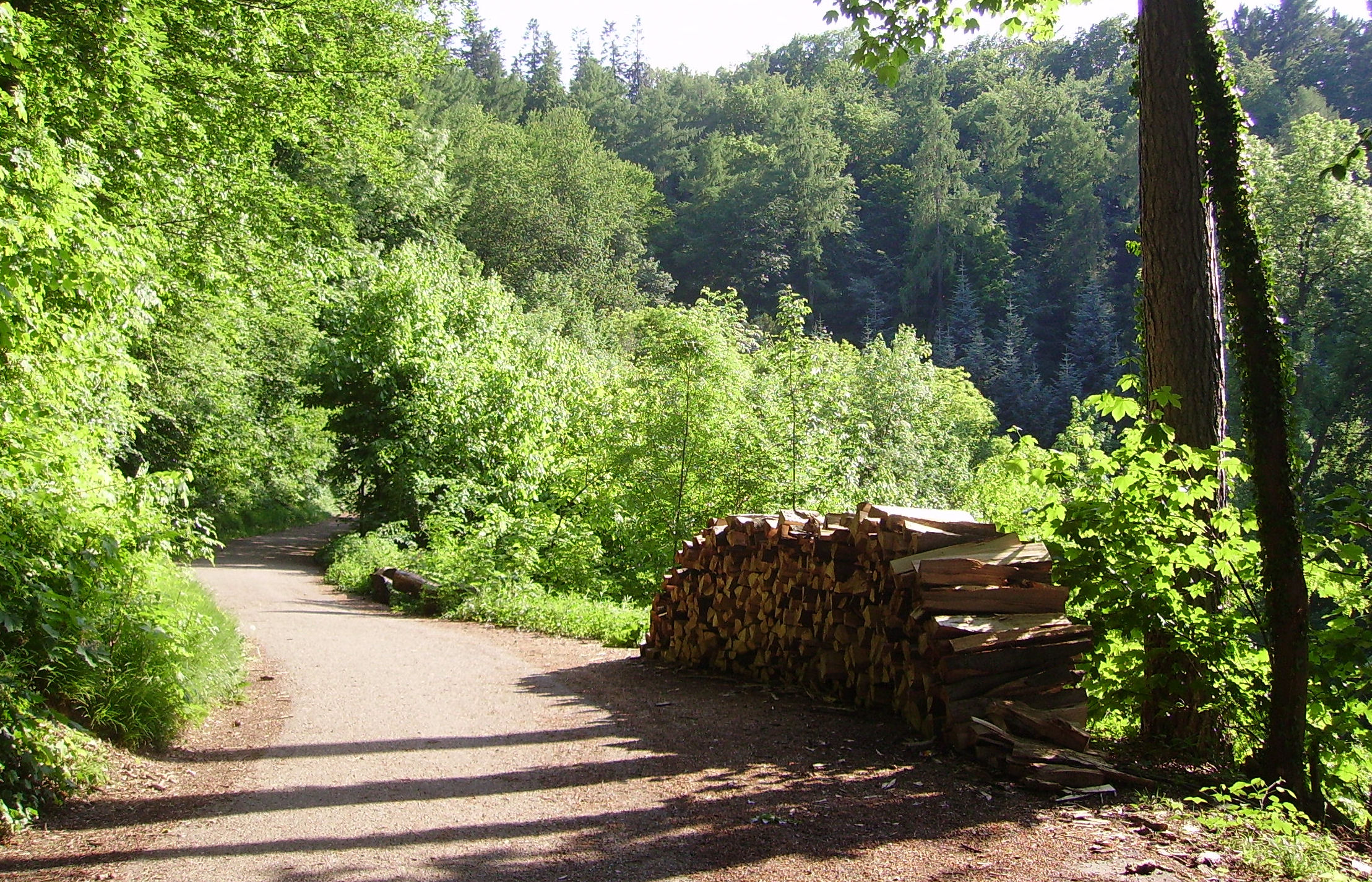
Exotenwald Weinheim

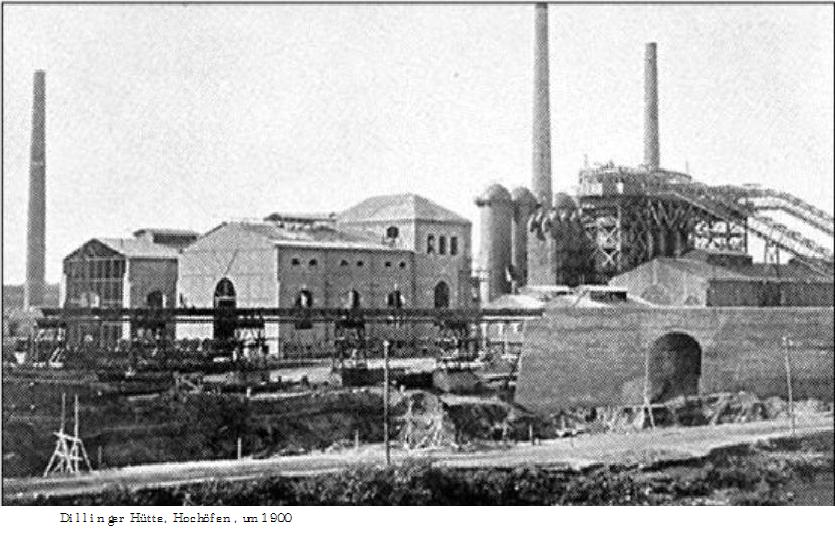
Dillinger Hütte um 1900

Der Vater von Philipp Freiherr von Berckheim, Graf Siegmund Theodor von Berckheim (* 23. März 1851 in Mannheim; † 8. Juli 1927) war der badische Gesandte am Preußischen Hof in Berlin. Er ließ das Mausoleum im Schlosspark von Weinheim als Familiengrabstätte errichten. Seine Mutter Adolphine Maria Huberta Gabriele Freiin Wambolt von Umstadt (`* 28. Januar 1859) galt damals als eine der schönsten Frauen von Berlin. Seine Eltern hatten vier Kinder (vier Geschwister):
- Graf Egenolf von Berckheim (* 2. Juli 1881 in Berlin; † August/September 1915 in der Ostsee) war ein deutscher U-Boot-Kommandant im Ersten Weltkrieg.

- Graf Philipp Christian Paul von Berckheim, (1883–1945) heiratete 1918 Gräf Irene Julie Olga von Schönborn-Wiesentheid (1895–1969), geschieden 1938. Sie war in 2. Ehe seit 1938 verheiratet mit Hermann Prinz zu Leiningen (1901–1971). Er wurde im Familienmausoleum im Schlosspark von Weinheim beigesetzt, seine geschiedene Ehefrau in Bayrischzell.

- Freiherr Christian-Theodor Anton von Berckheim (* 3. Juli 1890; † 1. September 1925) heiratete 1918 Maria Katharina, Gräfin von Schönborn-Wiesentheid (1896–1994) (Ihre Schwester war zeitweise die Ehefrau ihres Schwagers). Nach nur sechs Ehejahren wurden sie 1924 geschieden. 1924 heiratete sie in 2. Ehe Hans Heinrich XVII, Fürst von Pleß, Graf von Hochberg, Freiherr zu Fürstenstein (1900–1984). Auch diese 2. Ehe wurde 1952 geschieden. Freiherr Christian-Theodor Anton von Berckheim wurde im Familienmausoleum im Schlosspark von Weinheim beigesetzt.

- Margarethe-Marie Ludovika Petronella, Freiin von Berckheim (* 25. September 1897–1954) heiratete Friedrich, Graf von Oberndorff (1891–1970). Sie lebten auf Schloss Neckarhausen in der Gemeinde Edingen-Neckarhausen, heute Sitz der Gemeindeverwaltung.

## Leben
Die Erziehung in der Familie von Philipp Freiherr von Berckheim erfolgte nach den evangelisch-lutherischen Wertvorstellungen. Er besuchte zur Schulausbildung das Institut Bender in Weinheim/Baden und das Humanistische Gymnasium in Bensheim. Seine Schulausbildung schloss er am 24. Februar 1902 mit dem Abitur ab. Daraufhin nahm er ein Studium der Rechtswissenschaften an den Universitäten in Berlin, Bonn, Greifswald, Heidelberg und Marburg auf. Seit 1902 war er Angehöriger des Corps Borussia Bonn. Während seiner Studienzeit leistete er ab Ostern 1904 seinen Dienst in der kaiserlichen Armee als Einjährig-Freiwilliger ab. Das Studium beendete er 1907 mit dem Referendarexamen im Oktober und dann im November 1907 mit der Promotion zum Dr. jur. Ab Anfang November 1907 nahm er eine Tätigkeit beim preußischen Justizdienst auf und wurde im März 1908 zum Leutnant der Reserve befördert. Noch im Mai des gleichen Jahres beendete er seine Anstellung beim Justizdienst.
Zum Ende des Jahres 1911 wurde Philipp Freiherr von Berckheim ins Auswärtige Amt einberufen und begann hier seine diplomatische Berufslaufbahn. Zuerst wurde er als Attaché eingesetzt und trat am 13. Januar 1912 seinen Dienst an der deutschen Botschaft in Paris an. Dieser Einsatz endete bereits nach einem Jahr und er wechselte von hier im März 1913 an das deutsche Konsulat nach San Francisco. Auch hier war er nur kurzzeitig vor Ort und trat im November 1913 seinen Dienst an der deutschen Botschaft in Washington an. Ein erneuter Wechsel im Sommer 1914 führte ihn dann aus den USA nach Österreich. Hier begann er im Juli seinen Einsatz an der deutschen Botschaft in Wien, musste aber dann auf Grund des Kriegszustandes im August an die preußische Gesandtschaft gehen und wurde von hier am 30. August 1914 zum Militärdienst eingezogen.
Den Ersten Weltkrieg erlebte Philipp Freiherr von Berckheim ab September 1914 zuerst im Stellvertretenden Generalstab in Berlin, dann im Oberkommando der 6. Armee, von dem er im Range eines Rittmeisters in der Abteilung III b des Großen Generalstabes eingesetzt wurde. Leiter der Abteilung III b war zu diesem Zeitpunkt Walter Nicolai, in dessen Arbeitsbereich er bis zum Jahresende 1916 verblieb. Während dieser Dienstzeit wurde er im Sommer 1915 zum Legationssekretär ernannt. Ab Anfang 1917 kehrte er in das Auswärtige Amt zurück und wurde ab Februar 1917 beim Vertreter des Auswärtigen Amtes im Großen Generalstab eingesetzt. Mehrmals übernahm er bis Ende 1918 dabei zeitweilig die Geschäfte des Vertreters des Auswärtigen Amtes in der Obersten Heeresleitung. Am Ende des Krieges im November 1918 wechselte er als Beauftragter der Politischen Abteilung des Auswärtigen Amtes zu den Beratungen der deutschen Waffenstillstandskommissionen in Spa. Am 27. November 1919 wurde er dann aus dem Reichsdienst entlassen.
Philipp Freiherr von Berckheim zog sich aus der Öffentlichkeit zurück und bewirtschaftete ab diesem Zeitpunkt als Grundherr die im Besitz seiner Familie befindlichen Grundstücke. Später wurde er als Mitglied der Familie Stumm in den Aufsichtsrat der Dillinger-Hütte geholt.

## Kinder
Aus der Ehe von Philipp Christian Paul von Berckheim mit Gräfin Irene von Schönborn-Wiesentheid stammten zwei Kinder:
- Graf Philipp Constantin von Berckheim (1924–1984) heiratete Prinzessin Sophie Antoinette zu Fürstenberg (1934–1991), Tochter einer der damals reichsten Familien der Bundesrepublik Deutschland. Nach 9-jähriger Ehe wurde diese 1963 geschieden.
- Marietta Rosario Margarethe Adolfine Irene Philippine Gisela Gräfin von Berckheim (* 1920) heiratete 1960 Baron Bodo von Bruemmer (* 1911). Sie lebte und starb in Portugal und fand dort auf ihren Wunsch in St Maria de Casal ihre letzte Ruhe.

## Grablege
Philipp Freiherr von Berckheim wurde im Mausoleum im Park des Weinheimer Schlosses bestattet. Hier ruhen auch sein Bruder Freiherr Christian-Theodor Anton von Berckheim, sein Sohn Graf Philipp Constantin von Berckheim und seine Eltern Graf Siegmund Theodor Friedrich von Berckheim und Gräfin Adolphine.

## Straßennamenspatronat
Die Stadt Dillingen ehrt die Familie von Berckheim durch Benennung einer Straße ihrer Stadt „Berckheimerstraße“.

## Hinweise, Weblinks
- Becke-Klüchtzner, Edmund von der Stamm-Tafeln des Adels des Großherzogthums Baden: ein neu bearbeitetes Adelsbuch, Baden-Baden 1886, Freiherren von Berckheim
- Schlosspark Weinheim (weinheim.de)
- Weinheims grüne Meilen (Memento vom 1. Juli 2015 im Internet Archive; PDF, 2,1 MB)
- Foto bei Panoramio: Mausoleum der Familie von Berckheim im Schlosspark von Weinheim (Memento vom 26. Oktober 2016 im Internet Archive)
- 2 Fotos bei Flickr:
  - Mausoleum der Familie von Berckheim im Schlosspark von Weinheim I
  - Mausoleum der Familie von Berckheim im Schlosspark von Weinheim II
- Geschichte der Dillinger Hütte (Memento vom 4. März 2016 im Internet Archive; Saarbrücker Zeitung, PDF, 1 MB)
- Dillinger Hüttenwerke 1943